# Château de Lietava
Le château de Lietava (en slovaque : Lietavský hrad) est un vaste château en ruine situé dans le nord de la Slovaquie et bâti dans les monts Súľov (en), entre Lietava et de Lietavská Svinná-Babkov, deux villages du district de Žilina.

## Histoire

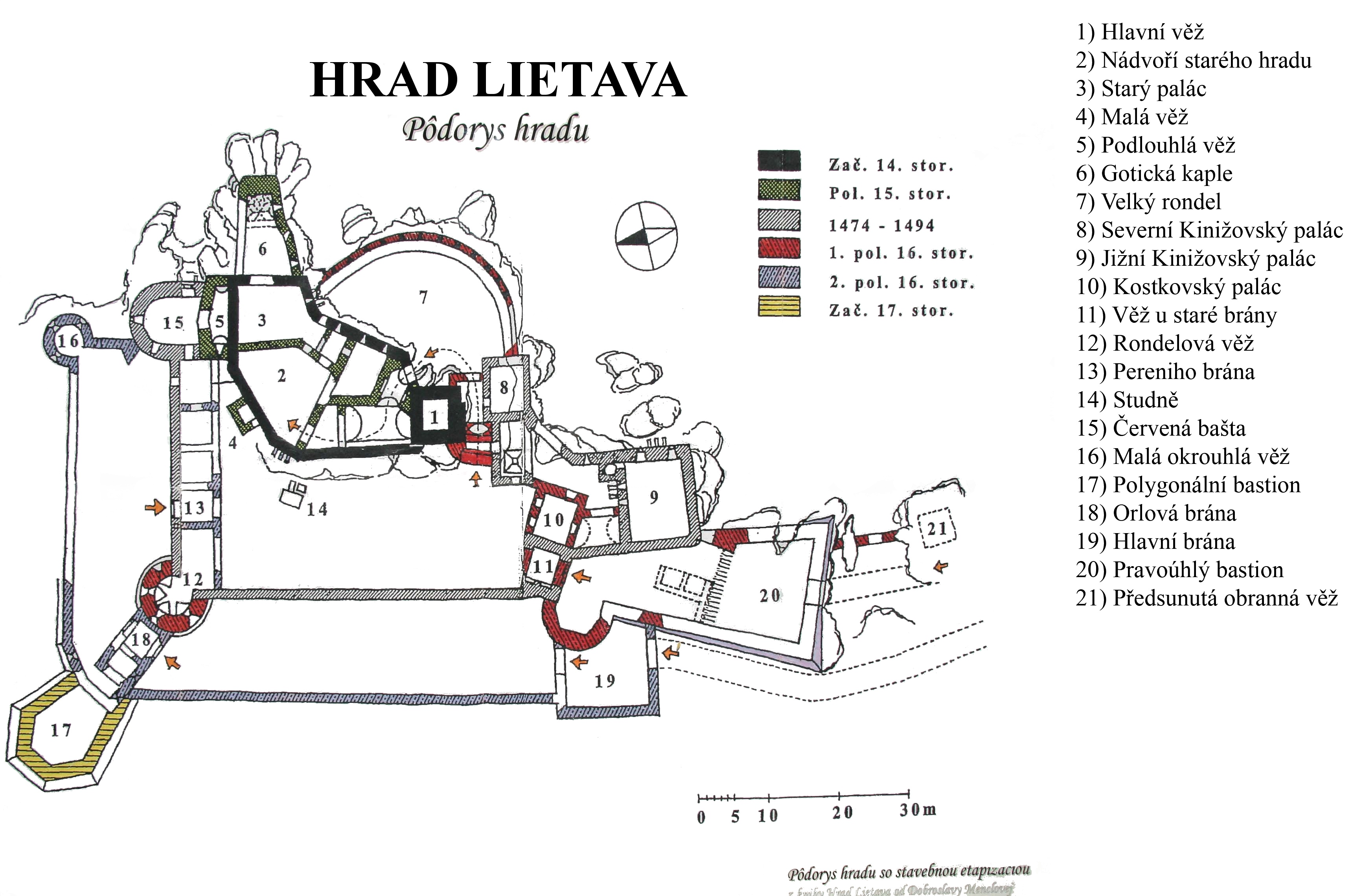
Plan du château de Lietava.

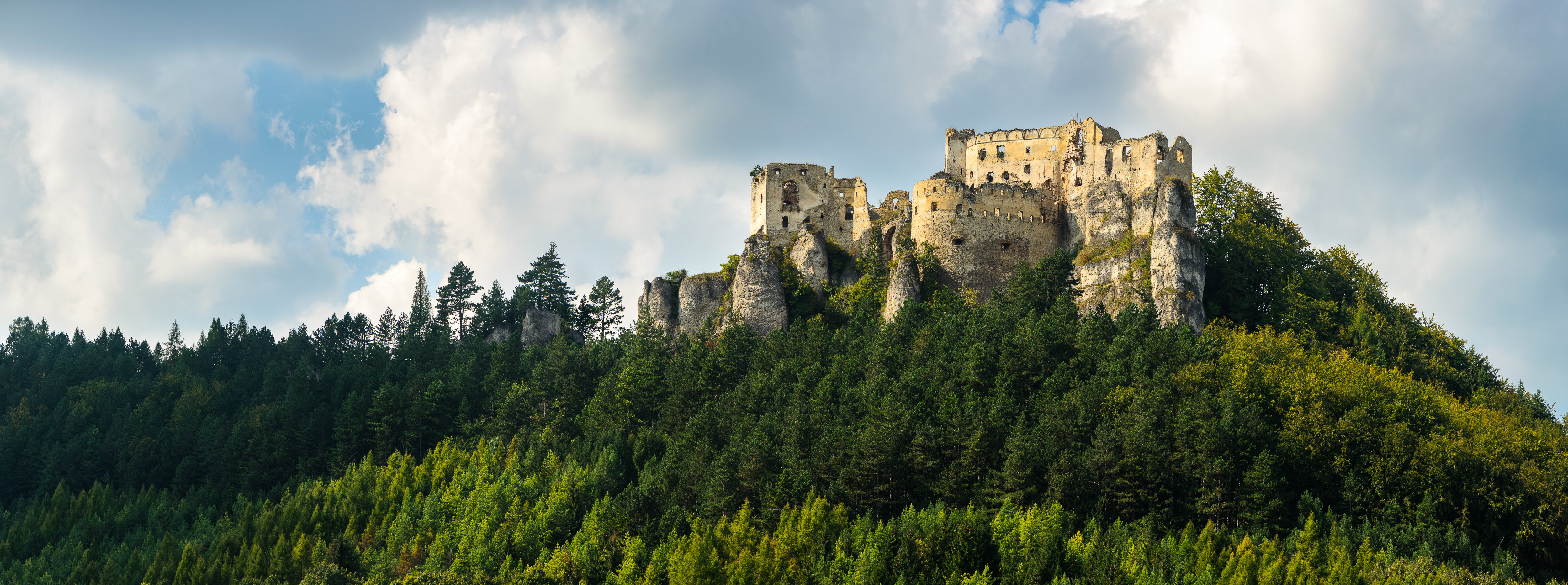

Le château a été construit après 1241, très probablement en tant que centre administratif et militaire.